# Buddhistisches Zentrum
Buddhistisches Zentrum bedeutet im europäischen Kontext bzw. im deutschen Sprachraum zumeist eine Stätte für buddhistische Meditation und Studien. Diese entstanden insbesondere mit dem Aufschwung des westlichen Buddhismus in den 1970er Jahren, obschon Vorläufer, wie Das Buddhistische Haus in Berlin schon in den 1920er Jahren gegründet wurden.
Trotz der Vorbildwirkung asiatischer Einrichtungen, und trotz der Verwendung diesbezüglicher Ausdrücke wie Vihara, Wat, Tempel, Kloster etc. unterscheiden sich Buddhistische Zentren in Europa aufgrund der gänzlich anders gelagerten Situation und der durchaus unterschiedlichen Auffassung und Bedürfnislage der europäischen Buddhisten beträchtlich von ihren Vorbildern in Asien. Allein die Tatsache, dass zumeist Laien die Zentren verwalten und führen und kaum Mönche und Nonnen vorhanden sind, stellt schon einen wesentlichen Unterschied dar.
Trotz manchmal fließender Grenzen lassen sich drei unterschiedlich strukturierte buddhistische Zentren definieren, wobei insbesondere die Stadtzentren häufig nur gemietet sind und so auch manchmal die Lokalität wechseln. Eine weitere Differenzierung, die für Europa typisch ist, könnte man in Hinsicht auf den betroffenen Personenkreis machen:
- Zentren, die fast ausschließlich von Europäern geführt und frequentiert werden (die meisten),
- Zentren die fast ausschließlich von asiatischen Migranten und deren nächster Generation betrieben werden und
- Zentren, in denen diese zwei Hauptströme des Buddhismus in Europa gemeinsam praktizieren (selten).

## Stadtzentrum
Das Stadtzentrum dient der Zusammenkunft von Buddhisten der Region, die hier primär zum Zweck der gemeinsamen Meditation und Pflege der Gemeinschaft zusammenkommen. Häufig werden auch noch Rituale, Feste (Puja), Vorträge und Studienkreise durchgeführt. Manchmal widmen sich diese Stadtzentren auch dem interreligiösen Dialog.

### Traditionszentrum
Am häufigsten begegnet man Stadtzentren, die einer bestimmten buddhistischen Traditionslinie verpflichtet sind und dort jene Praxis üben bzw. weitergeben, die von Lehrern dieser Tradition übermittelt wurde. Ursprünglich waren das überwiegend asiatische Persönlichkeiten, zunehmend aber sind das Lehrer europäischer Herkunft. In großen Städten versucht man den Suchenden durch Zusätze wie 'tibetisch', 'Diamantweg', 'Zen', 'Theravada' etc. die Unterscheidbarkeit und das Auffinden zu erleichtern. Nicht selten kommt es auch zu Kontroversen um das Recht sich „Buddhistisches Zentrum“  zu nennen. Der Suchbegriff „Buddhistisches Zentrum Hamburg“ ergoogelt ungefähr 334.000 Ergebnisse unterschiedlichster Traditionslinien.
Manche dieser Stadtzentren vermieten ihre Räumlichkeiten auch an kleinere buddhistische Gruppen zur gelegentlichen Benützung, wodurch sie aber noch nicht in die Definition von Gemeinschaftszentren fallen. Andere Stadtzentren bleiben aus Prinzip unter sich, was ihnen (teilweise auch zu Recht) den Vorwurf des Sektierertums einträgt. Manche dieser Zentren haben auf ihren Webseiten keine Links auf Gruppen anderer Traditionen.

### Gemeinschaftszentrum
In echten Gemeinschaftszentren praktizieren buddhistische Gemeinschaften unterschiedlicher Traditionen unter einem Dach, sei es nach Tagen getrennt oder mitunter auch gemeinsam. Wenn auch die spirituelle Leitung und Praxismethode der einzelnen Gruppen unterschiedlich ist, wird die Verwaltung des Zentrums partizipativ und zumeist demokratisch gehandhabt. Es gibt ein Bemühen um Verständigung und das Kennenlernen der jeweils unbekannten Traditionen und ihrer spezifischen Formen.  Diese Zentren bieten auch Platz für buddhistische Einzelpersonen, die hier oft Spezialgebiete lehren. Buddhismusinteressierte, die sich noch nicht für eine Tradition entschieden haben, können hier Erfahrungen sammeln und sich orientieren. Solche Zentren verweisen auch gerne im Geist des Nicht-Sektierertums auf die Aktivitäten anderer Zentren und haben auch häufig externe Links auf ihren Webseiten. Es gibt zumeist auch Veranstaltungen des intra-buddhistischen, wie auch des interreligiösen Dialogs. Von hier gehen auch Initiativen für regionale Feste und Feiern, wie das Vesakh-Fest aus. Beispiele sind: „Buddhistische Gesellschaft Hamburg e.V.“, „Buddhistischer Bund Hannover e.V.“, „Buddhistische Gemeinschaft Salzburg“ u. a.

## Retreatzentrum
Retreatzentren sind zumeist Seminarhäuser oder klösterliche Einrichtungen auf dem Land, in denen buddhistische Praxis über längere Zeiträume möglich ist. Auch hier gibt es die Unterscheidung in Zentren, die nur Angebote aus einer Traditionslinie bieten und solche, die unterschiedliche buddhistische Kurse im Programm haben, wie das seit 50 Jahren bestehende  „Haus der Stille“ in Roseburg, der „Pauenhof“ in Sonsbeck und das
„Buddhistische Zentrum Scheibbs“ in Ostösterreich.

## Ausbildungszentrum
Ausbildungszentren sind klösterliche Einrichtungen, die der Aus- und Fortbildung von buddhistischen Lehrern, Mönchen und Nonnen dienen. sie sind üblicherweise denen vorbehalten, die in einer bestimmten Traditionslinie eine längerfristige Verpflichtung zu einem Ausbildungsgang eingehen.